# Erispoë
Erispoë, ou Erispoé, dont le nom est aussi reconstitué  en latin tardif par Herispogius ou Hervspogius et même Respogius, est un roi de Bretagne qui a régné, à la suite de son père Nominoë, de juillet 851 ou août 851 jusqu'à sa mort, survenue en novembre 857 à Talensac (actuelle Ille-et-Vilaine).

## Introduction

### Le contexte historique
Depuis le début du haut Moyen-Âge, les Bretons contrôlent l'ouest de la péninsule armoricaine. Face au royaume franc constitué par Clovis, ils apparaissent, bien que chrétiens, comme des barbares, soumettant à de fréquents raids de pillage les comtés de Nantes et de Rennes. Au début des années 770, Charlemagne établit la marche de Bretagne afin de mieux assurer la défense et fait procéder à plusieurs expéditions contre les Bretons. Louis le Pieux, son successeur, adopte une politique de coopération avec l'aristocratie bretonne, et de ce processus émerge la personnalité de Nominoë, placé à la tête des Bretons en tant que vassal de Louis.
Après la mort de Louis le Pieux (840), Nominoë entre en rébellion contre ses fils et s'assure une quasi indépendance. Son fils Erispoë conforte son pouvoir grâce à la victoire de Jengland (851) et obtient de Charles le Chauve la reconnaissance du titre royal.

### Les sources
Les sources principales sont constituées par des chroniques franques, comme les Annales de l'abbaye Saint-Bertin, la Chronique d'Angoulême, les Premières Annales de Fontenelle et ainsi que les écrits de Réginon de Prüm. Quelques chartes bretonnes provenant de l'abbaye de Redon mentionnent aussi Erispoë.

## Biographie d'Erispoë

### La bataille de Jengland et le traité avec Charles le Chauve (851)

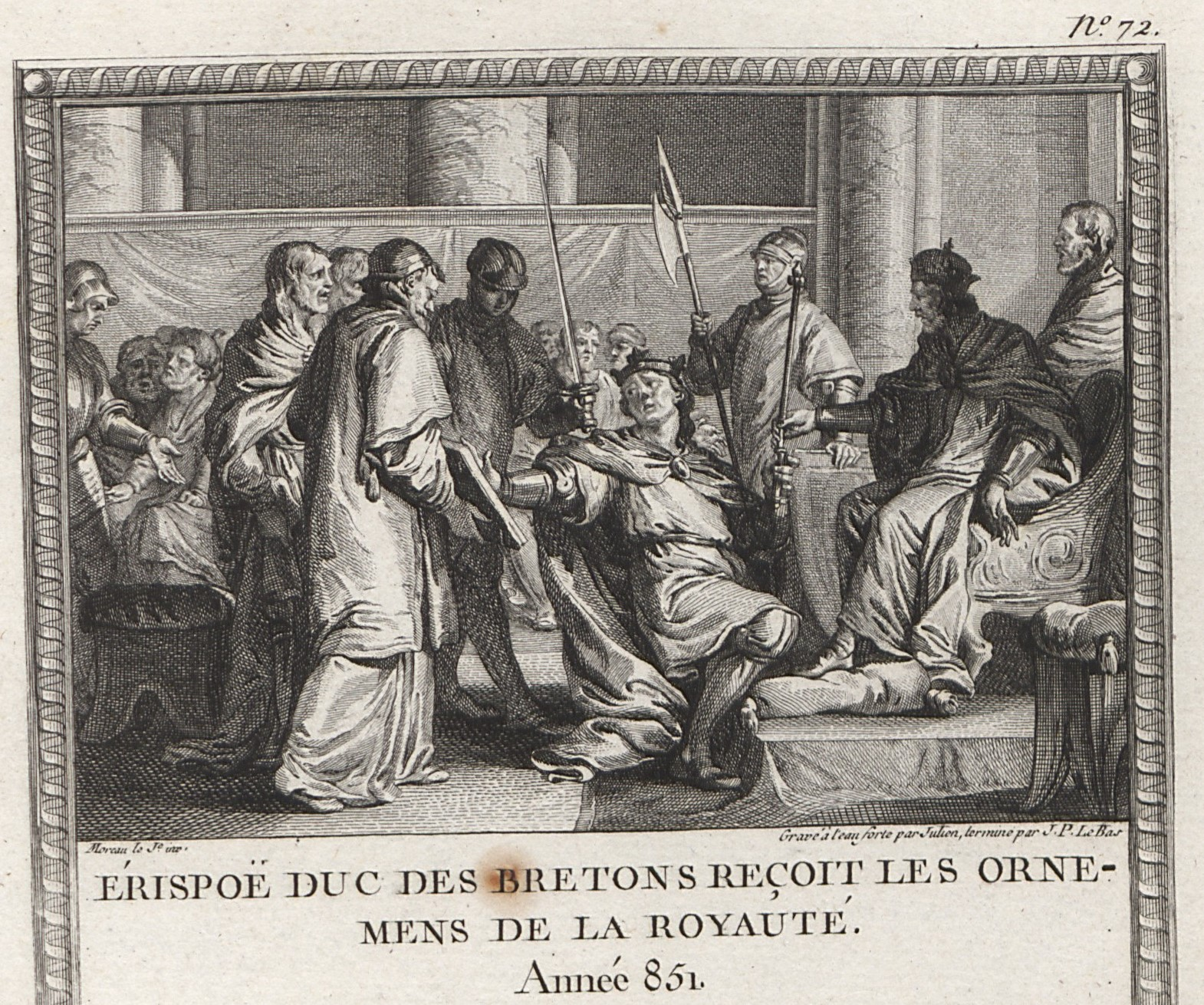
Erispoë duc des Bretons reçoit les ornements de la royauté année 851 (Gravure de Jean-Michel Moreau).

Erispoë succède à son père à la tête de la Bretagne en mars 851 et affronte victorieusement le roi Charles le Chauve le 22 août 851 à Jengland-Beslé près de la Vilaine. Le comte Gauzbert du Maine, le comte Vivien de Tours et le comte du palais Hildemar trouvent la mort dans cette bataille, aux côtés de plusieurs milliers de Francs. Les pertes bretonnes sont minimes.
Quelques semaines après cette bataille, Erispoë rencontre Charles le Chauve à Angers : un accord de paix est conclu.
Le texte de l'accord n'est pas connu directement, mais il est évoqué par les Annales de Saint-Bertin, qui rapportent que : « Erispoé, fils de Nominoë, venant auprès de Charles, dans la ville d'Angers par la dation des mains est accueilli et lui sont donnés tant les insignes royaux que la puissance jadis dévolue à son père, étant ajouté en outre le Rennais, le Nantais et le pays de Retz. » Ce texte est capital :
- par la « dation des mains », Erispoë engage sa fidélité et se reconnaît vassal de Charles le Chauve, ce qui, de fait, ne l'engage pas à grand-chose puisqu'il est en situation de force mais lui permet de bénéficier de la protection que le seigneur doit à son vassal.
- l'usage des  insignes royaux lui est accordé, même si, de fait, il s'était attribué ceux abandonnés par Charles le Chauve, à Jengland-Beslé, au cours de sa fuite nocturne[12]. Cette concession symbolique signifie sa reconnaissance comme roi de Bretagne par le roi de la Francie occidentale.
- Erispoë se voit confirmer la possession des comtés de Rennes et de Nantes, et la Bretagne est agrandie du pays de Retz[13].

### La signification du titre royal
En ce qui concerne la titulature ultérieure d'Erispoë, on peut remarquer que plusieurs actes du Cartulaire de Redon datés de 852 et un diplôme pour l'Église de Nantes du 10 février 856, le qualifient de princeps. Il ne semble pas exister de document (monnaie, etc.) où il soit expressément appelé rex.
Quoi qu'il en soit, il ne faut pas oublier que les mots « roi » et « royaume » ont pour nous un sens un peu différent de celui des gens du haut Moyen Âge. Les rois francs portent, au moins depuis Clovis, le titre de rex Francorum (« roi des Francs ») et Charlemagne a été à la fois rex Francorum et rex Langobardorum (« roi des Lombards », en 774), avant d'ajouter le titre d’imperator (« empereur », en 800).
Or dans le royaume de Charlemagne, existent dès 781 un regnum Aquitaniae (« royaume d'Aquitaine », dévolu à Louis le Pieux) et un regnum Italiae (« royaume d'Italie », dévolu à Pépin d'Italie).
En 851, Erispoë se voit peut-être reconnu comme rex Britanniae, ce qui du point de vue du Carolingien Charles le Chauve, rex Francorum, n'est pas totalement hors norme. La seule vraie nouveauté sur le plan institutionnel est qu'Erispoë n'est pas membre de la famille carolingienne, ce qui est dû à un rapport de forces dans lequel les Bretons ont nettement l'avantage.
On peut remarquer que, dès juin 877, dans le capitulaire de Quierzy, Charles le Chauve, avant son départ pour l'Italie, évoque, entre autres problèmes, l'accord d'Angers, mais pour le dénoncer sur le plan institutionnel : « Pour ce qui est du titre de royaume accordé aux Bretons par nécessité, et confirmé par serment, nos fidèles sont dispensés de le reconnaître parce qu'il n'y a plus de descendants de ceux auxquels il fut concédé. » (c'est-à-dire à la famille de Nominoë).

### Suite du règne (851-857)
La défense de Nantes et l'alliance avec les Danois (853)
En 853, la ville de Nantes est pillée par les Normands. Apprenant la nouvelle, le Danois Cédric (Sigtrygg), neveu du roi du Danemark, honore l'alliance conclue entre Nominoë et le roi Horik Ier de Danemark en attaquant les Norvégiens responsables du pillage de Nantes. Il fait la jonction avec l'armée d'Erispoë, et ils font conjointement le siège de l'île de Bièce, dans laquelle les Norvégiens se sont retranchés. Les Norvégiens capitulent bientôt en offrant des présents aux vainqueurs. Cédric, blessé dans la bataille, repart en mer. Il mourra peu de temps après non loin du Havre, tué par les troupes de Charles le Chauve.
L'entrevue de Louviers avec Charles le Chauve (856)
En 856, lors de l'entrevue de Louviers, il est question de marier Louis le Bègue, fils de Charles avec une fille d'Erispoë. « Le roi Charles fait la paix avec le Breton Hérispoé, et fiance son fils Louis à la fille de celui-ci, auquel il donne le duché du Mans, jusqu'à la route qui conduit de Paris à Tours. » Le mariage ne se fait pas mais cette maladresse est peut-être une des raisons du mécontentement d'un parti de noble dont son cousin Salomon à qui des domaines avait été accordés en Neustrie, et du complot qui entraîne sa mort.
La mort d'Erispoë
Son règne s'achève entre le 2 et le 12 novembre 857 par son assassinat sur l'autel de l'église de Talensac, donc un lieu d'asile, par son successeur et cousin Salaün, aidé d'Alcmar.

## Postérité
Erispoë était marié à Marmohec et avait au moins deux enfants : 
- un fils nommé Conan ;
- une fille qui, après avoir été fiancée par son père au prince Louis le Bégue, fils de Charles le Chauve, aurait épousé Gurwant, « comte de Rennes » et « cousin de Salomon »[23] . Les sources contemporaines indiquent seulement qu'elle est la mère du princeps Judicaël[24]. Le même Gurwant assassinera ou fera assassiner Salomon en 874.

### Postérité littéraire
- Colette Geslin, Deux meurtres pour un Royaume, Spézet, Spézet, coll. « Keltia Graphic », 2005, 303 p. (ISBN 2-913953-81-6).
- Julien Meunier, Les Marches de Bretagne - Tome 2 - Erispoë - Le Fils du Libérateur. Les Éditions des Montagnes Noires, 2017  (ISBN 978-2-919305-96-4).